# Bronfeniramina
Bronfeniramina (maleato) ou bromofeniramina é um fármaco da classe dos anti-histamínicos de primeira geração. Possui como mecanismo de ação o bloqueio de receptores H1 e é utilizado no tratamento de variados tipos de  alergias. Por atingir receptores da histamina cerebrais, relacionados com o estado de vigília, promove certa sedação e sonolência, afetando a capacidade de controle de veículos e máquinas.

## Contra-indicações
O medicamento não pode ser utilizado em asmáticos e em pacientes tratados com IMAO. Cardiopatas, diabéticos, grávidas e crianças menores de 2 anos não podem receber administração de bronfeniramina.

## Interações[2]
- Álcool
- IMAO
- Depressores do sistema nervoso central
- Outros medicamentos para alergia
- Medicamentos da classe dos barbitúricos, os para tratamento de ansiedade, convulsões, antiparkinsonianos e anticolinérgicos.